# 石黒魯平
石黒 魯平（いしぐろ ろへい、1885年（明治18年） - 1956年（昭和31年）7月21日）は、日本の言語学者。学位は、文学博士。駒澤大学教授。「標準語の父」と言われる。

## 来歴
愛知県知多郡小鈴谷村の石黒重郎平の二男として生まれる。常滑市「鈴渓義塾」出身。東京帝国大学言語科卒業。東京高等師範学校附属中学校教諭ののち駒澤大学教授に就任。 文理大学講師、台北高校教諭を経て、1948年、法政大学石岡予科教授就任。
1956年『「標準語」原論 』で駒澤大学より文学博士の学位を授与される。

## 著書
- 『例解詳説 最新英文典講義』日進堂、1914年1月。 NCID BA42901784。全国書誌番号:43019542。
- 『英語発達史に拠る単語の覚え方』文友堂、1927年4月。 NCID BA52657216。全国書誌番号:47037288。
- 『国語教育の為の音声学』目黒書店〈茗渓会パンフレット 第2輯〉、1928年4月。 NCID BA32625374。全国書誌番号:44016697。
- 『国語教育の基礎としての言語学』明治図書、1929年3月。 NCID BN15262709。全国書誌番号:46087079。
- 『外語教授 原理と方法の研究』開拓社、1930年10月。 NCID BA46157809。全国書誌番号:46083038。
- 『言語観史論』郁文書院、1931年9月。 NCID BN07448519。全国書誌番号:46086479。
- 『随筆 小春秋』培風館、1937年9月。 NCID BA67017455。全国書誌番号:46053423。
- 『音声学通論』広文堂書店〈音声学叢書〉、1943年10月。 NCID BN11482601。全国書誌番号:46024086。
- 『新講 言語学提要』明治図書、1943年8月。 NCID BN04107205。全国書誌番号:46039058。
- 『標準語の問題』三省堂、1944年5月。 NCID BN03503003。全国書誌番号:46024227。
- 『言語学提要』明治図書、1943年8月。 NCID BN04107205。全国書誌番号:46024055。
  - 『言語学提要』明治図書、1947年6月。全国書誌番号:49014240。
  - 『言語学提要』ゆまに書房〈世界言語学名著選集 第4期 日本語篇 言語学とその周辺 第7巻〉、2004年1月。ISBN 9784843311585。 NCID BA66605673。全国書誌番号:20564271。
- 『標準語』明治図書、1950年1月。 NCID BN10324627。全国書誌番号:49011733。

### 共著
- 神保格、石黒魯平『英文和訳活法』科学普及会、1920年8月。 NCID BA42711166。全国書誌番号:43011860。

### 翻訳
- マキシミリアン・ミツゲ『トライチュケ 戦争の讃美者』中外印刷工業、1919年10月。 NCID BA83626239。全国書誌番号:43028615。

## 論文
- 「STANDARD ENGLISHと吾人」『英文学研究』第9巻第4号、日本英文学会、1929年10月、596-601頁、doi:10.20759/elsjp.9.4_596、NAID 110008150302。
- 「A Shade-Theory in Speech for the Student of English Literature」『駒沢大学英文学研究』第1巻、駒澤大学英文学会、1931年3月、64-70頁、NAID 120006612615。
- 「『外国語』教育諸問題の研究」『教育学研究』第1巻第9号、日本教育学会、1932年、36-64頁、doi:10.11555/kyoiku1932.1.1074、NAID 130003562314。
- 「『外国語』教育諸問題の研究（二）」『教育学研究』第1巻第10号、日本教育学会、1933年、54-87頁、doi:10.11555/kyoiku1932.1.1220、NAID 130003423816。
- 「『外国語』教育諸問題の研究（三）」『教育学研究』第1巻第12号、日本教育学会、1933年、51-82頁、NAID 130003562280。
- 「Etymological Coincidence between English and Japanese」『駒沢大学英文学研究』第2巻、駒澤大学英文学会、1933年4月、32-37頁、NAID 120006612628。
- 「国際日本語構成の理論」『東洋学研究』第3巻、駒澤大学東洋学会、1933年12月、33-55頁、NAID 110006457450。
- 「英国文人の言語観を覗いて」『英文学研究』第15巻第3号、日本英文学会、1935年7月、387-398頁、doi:10.20759/elsjp.15.3_387、NAID 110009467144。
- 「言語教授に於ける直観とその誤用」『言語研究』第1942巻第10・11号、日本言語学会、1942年11月、53-68頁、doi:10.11435/gengo1939.1942.53、NAID 130003424465。
- 「綴字改良エピソオド」『コトバ』第2巻第7号、国語文化学会、1949年7月、40-41頁、NAID 40004801739。
- 「「擬態語」の名称を疑ふ」『言語研究』第1950巻第16号、日本言語学会、1950年8月、29-36頁、NAID 130003564885。
- 「小説「天皇」と敬語」『コトバ』第9巻第1号、国語文化学会、1950年1月、33-36頁、NAID 40004801752。
- 「自由印度の国家語論争」『思想の科学』第5巻第2号、先駆社、1950年4月、121-123頁、NAID 40001548771。
- 「謡曲発音雑記」『音声学会会報』第77号、日本音声学会、1951年8月、16-20頁、NAID 40000348355。
- 「RS=,ST=,及びRST=相通考」『実践女子大学紀要 国文学・英文学』第3巻、実践女子大学、1955年2月、1-9頁、NAID 110000461361。
- 「サピヤ氏の「言語と文学」に就て」『実践女子大学紀要 国文学・英文学』第4巻、実践女子大学、1956年1月、1-12頁、NAID 110000461368。

### 博士論文
- 「「標準語」原論」、駒沢大学、1956年7月2日、NAID 500000491454。